# Companhia dos Caminhos de Ferro do Sul e Sueste
La Companhia dos Caminhos de Ferro do Sul e Sueste, inizialmente nota come Companhia dos Caminhos de Ferro do Sueste (detta anche Companhia dos Ingleses o Companhia do Sueste) era una società a capitale essenzialmente britannico che costruì e gestì la ferrovia tra Vendas Novas, Beja ed Évora, della ferrovia dell'Alentejo e della ferrovia di Évora, in Portogallo.

## Storia

### Nascita della Companhia
Il 3 gennaio 1860 il governo portoghese accolse la richiesta degli imprenditori britannici Charles Mangles, John Chapman e George Townsend per la costruzione di una ferrovia tra Vendas Novas, Beja ed Évora. In seguito a ciò venne formata la Companhia dos Caminhos de Ferro do Sueste.
La concessione prevedeva l'adozione dello scartamento iberico e un sussidio di 16.000 réis a km.
Tra le varie condizioni la concessione prevedeva una durata di 99 anni e la possibilità di riscatto da parte dello Stato alla fine dei 15 anni. La compagnia venne inoltre esentata dalle tasse sui materiali di costruzione e, per 12 anni, sul materiale rotabile; le opere avrebbero dovuto essere consegnate entro 3 anni. Una richiesta della società perché il periodo di riscattabilità fosse esteso da 15 a 30 anni venne accolta. Il contratto venne ufficializzato il 29 maggio.

### Estinzione della Companhia Nacional dos Caminhos de Ferro ao Sul do Tejo
Il 23 gennaio 1861 la Companhia Nacional dos Caminhos de Ferro ao Sul do Tejo, responsabile della tratta ferroviaria Barreiro-Vendas Novas del Caminho de Ferro do Sul, ultimò la costruzione fino a Vendas Novas a scartamento normale (1435 mm); contemporaneamente la Companhia do Sueste iniziava i lavori da tale località ma a scartamento largo come da contratto. Considerati i problemi che sarebbero stati creati dalla differenza di scartamento il governo decise di rescindere la concessione alla Companhia Nacional dos Caminhos de Ferro ao Sul do Tejo nel mese di settembre. Il 23 luglio 1863 vennero pubblicati gli statuti sociali della Companhia do Sueste.

### Connessione ferroviaria ad Évora e Beja

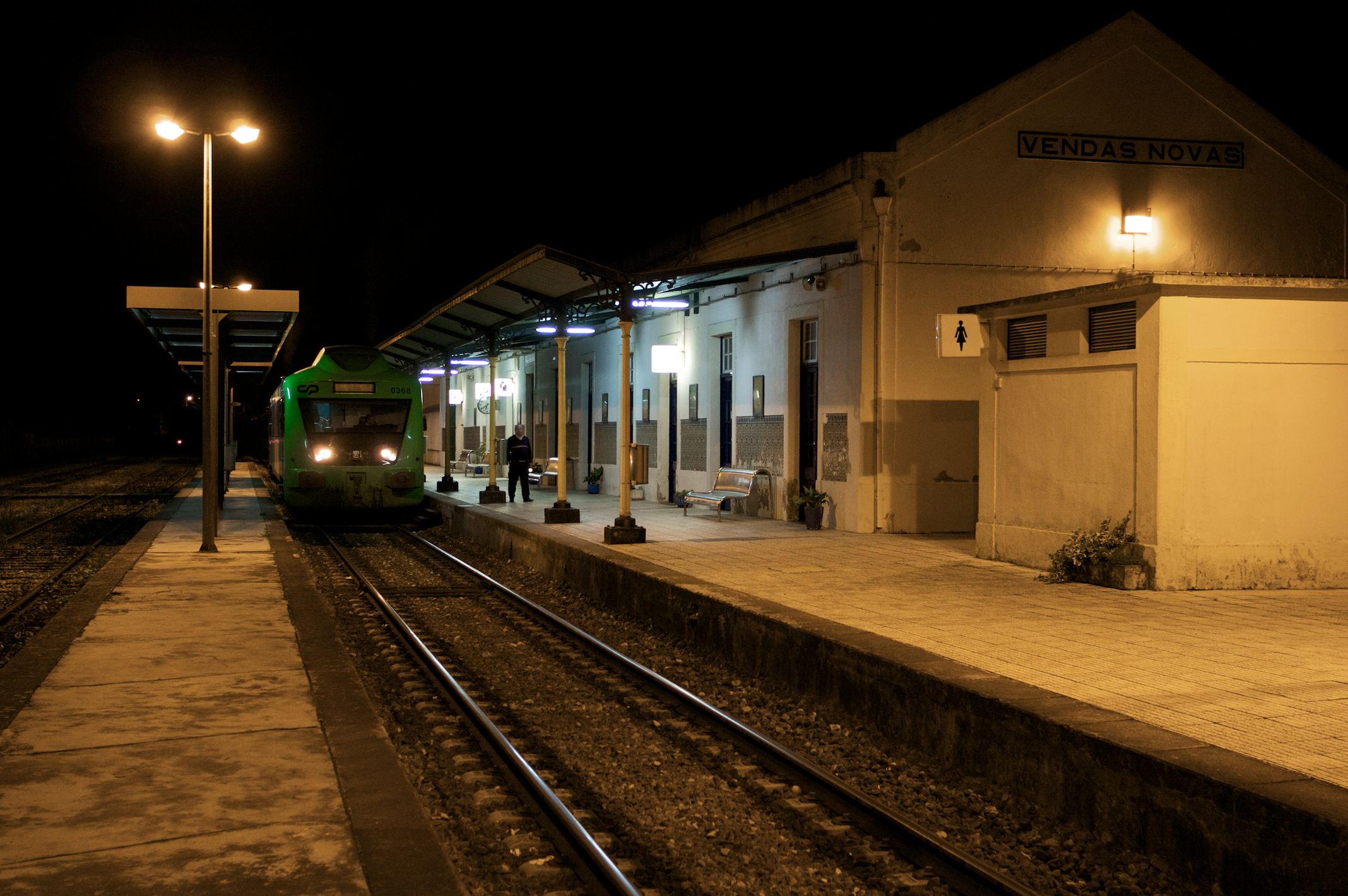
Stazione di Vendas Novas

La Companhia do Sueste completò i lavori fino ad Évora il 14 settembre 1863 e il 15 febbraio 1864, fino a Beja.
Il 21 aprile 1864 venne rilasciata alla Companhia dos Caminhos de Ferro do Sul e Sueste una concessione provvisoria delle linee già appartenute alla Companhia ao Sul do Tejo con la clausola che ne fosse adeguato lo scartamento da 1435 mm a 1670 mm.
Alla Companhia do Sueste il governo affidò anche il prolungamento della linea di Beja al litorale algarvio e il Ramal de Setúbal, oltre la concessione a costruire un collegamento tra Évora e la ferrovia dell'Est e alla Spagna sulla direttrice di Siviglia. Il contratto venne ufficializzato l'11 giugno 1864.
Il 23 maggio 1866 un decreto governativo rescisse il contratto con la Companhia do Sueste in quanto questa non onorava gli impegni presi.

### Nazionalizzazione della Companhia
Il 12 marzo 1869 il governo del Portogallo nazionalizzò la Companhia do Sueste assumendo direttamente come Caminhos de Ferro do Estado la gestione delle linee già concesse.